# پهنه آبی (فیلم)
پهنه آبی (انگلیسی: Body of Water) با نامِ اصلیِ راز عمیقاً پنهان (فنلاندی: Syvälle salattu) یک فیلم درام فنلاندی است که در سال ۲۰۱۱ منتشر شد.

## بازیگران
- کریستا کوسونن
- پتر فرانتسن
- کاری هیه‌تالاهتی
- ایلکا ویلی
- ریستو آلتونن
- کای لهتینن